# Vesternychany
Vesternychany  (ucraniano: Вестерничани) es una localidad del Raión de Kotovsk en el Óblast de Odesa de Ucrania. Según el censo de 2001, tiene una población de 753 habitantes.